# Edén Rock
Edén Rock ist eine Ortschaft in Uruguay.

## Geographie
Sie befindet sich auf dem Gebiet des Departamento Maldonado in dessen Sektor 6. Edén Rock liegt an der Atlantikküste einige Kilometer küstenaufwärts von Punta del Este. Nächstgelegene Nachbarorte sind im Osten Santa Mónica und im Westen der Ort San Vicente, an den wiederum Balneario Buenos Aires angrenzt.

## Infrastruktur
Edén Rock liegt an der Ruta 10. Der Ort ist an das Stromnetz und die Wasserversorgung angeschlossen.

## Einwohner
Edén Rock hatte bei der Volkszählung 2011 acht Einwohner, davon vier männliche und vier weibliche.
| Jahr | Einwohner |
| ---- | --------- |
| 1963 | -         |
| 1975 | -         |
| 1985 | -         |
| 1996 | 3         |
| 2004 | 10        |
| 2011 | 8         |

Quelle: Instituto Nacional de Estadística de Uruguay